# Pteris salicifolia
Pteris salicifolia là một loài dương xỉ trong họ Pteridaceae. Loài này được Schrad. mô tả khoa học đầu tiên..
Danh pháp khoa học của loài này chưa được làm sáng tỏ. 